# Expulsión de los judíos de Viena (1421)

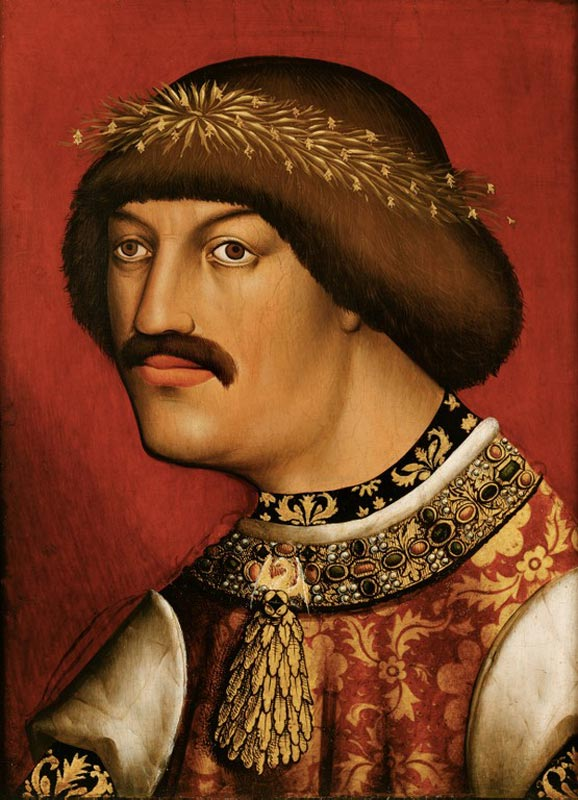
Duque Alberto V de Austria (anónimo del)

La expulsión de los judíos de Viena de 1421, en alemán denominada Gesera de Viena [Wiener Gesera] es el nombre dado a la destrucción sistemática de las comunidades judías mediante el bautismo forzoso, la expulsión y la ejecución en la hoguera en el Ducado de Austria en 1421 por orden del duque Alberto V, más tarde nombrado rey de romanos con el nombre de Alberto II. El nombre deriva se de un texto judío titulado Gesera de Viena [Wiener Gesera] y también se usa para los eventos que allí se describen.

## Antecedentes: comunidades judías en Austria a principios delsigloXV

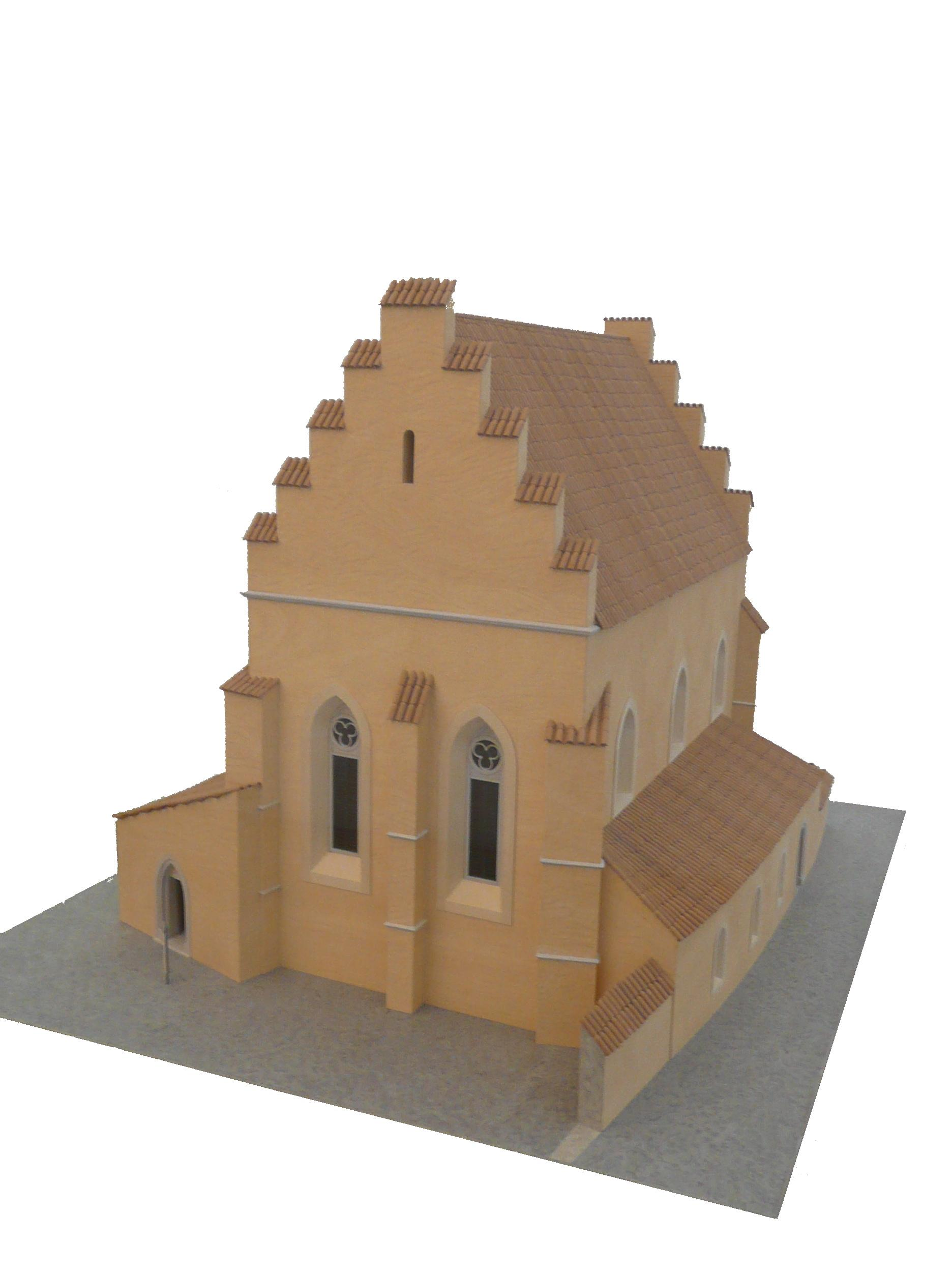
Modelo en miniatura de la sinagoga gótica en la Judenplatz de Viena, centro de la comunidad judía.

En los siglos XIII y XIV los judíos en Austria disfrutaban de una protección y seguridad de gran alcance en comparación con otras regiones europeas, aunque también hubo persecuciones ocasionales. Por ejemplo, en 1338, debido a una presunta profanación de la hostia en Pulkau. Había comunidades judías ricas en numerosos lugares del Ducado de Austria, que corresponde esencialmente a lo que ahora es la Alta y Baja Austria, siendo las más importantes Viena, Krems y Wiener Neustadt, que, sin embargo, era políticamente parte del Ducado de Estiria en ese momento. Todavía hoy, los nombres de las calles Judenplatz [plaza de los judíos] y Schulhof [patio de la sinagoga; schul = sinagoga] en el primer distrito de Viena, ya que el barrio judío estaba ubicado allí. Los judíos estaban excluidos de los oficios, que estaban estrictamente organizados en gremios; su ocupación más importante era el préstamo de dinero y el comercio. La prosperidad de muchos judíos provocó acusaciones de lujo excesivo, especialmente por parte de los deudores cristianos.
A principios del siglo XV la situación de los judíos en Austria se deterioró. Un hecho drástico fue el incendio del barrio judío de Viena, que se inició el 5 de noviembre de 1406 en la sinagoga. Se desconoce la causa del incendio, pero hubo saqueos y disturbios generalizados contra los judíos, probablemente también por la pérdida de objetos de valor que habían sido empeñados y se encontraban en manos judías. La prosperidad y la importancia económica de la comunidad judía se vieron gravemente afectadas por el incendio. Es posible que la comunidad judía también estuviera involucrada en las discusiones entre los duques Leopoldo y Ernesto sobre la tutela del duque Alberto, menor en ese momento, en el curso de las cuales, el 11 de julio de 1408, fueron ejecutados el alcalde de Viena, Konrad Vorlauf, y los concejales Hans Rockh y Konrad Ramperstorffer. El 30 de octubre de 1411, Alberto, de catorce años, fue declarado mayor de edad; en consecuencia, el duque, que siempre padecía de falta de dinero, imponía cada vez mayores impuestos a las comunidades judías, aunque en 1415 todavía se refería expresamente a los «numerosos y diversos servicios» de los judíos, es decir, a sus «útiles y diversos servicios».

## Acusaciones contra los judíos
Sobre lo que realmente llevó al duque Alberto a destruir las comunidades judías solo se puede especular: probablemente fue una combinación de motivos económicos, políticos y religiosos, que probablemente tuvieron poco que ver con las acusaciones hechas de forma pública.

### Colaboración con los husitas
A partir del verano de 1419, las Guerras husitas asolaron el Reino de Bohemia. La vecina Austria también se vio afectada: las patrullas husitas también barrieron el norte de la Baja Austria y llegaron a Krems. En varios documentos se acusa a los judíos de colaborar con los husitas. Por ejemplo, en una declaración de la facultad de Teología vienesa del 9 de junio de 1419. Las acusaciones de tráfico de armas se plantearon una y otra vez. Ya no es posible determinar si algunas de estas alegaciones estaban justificadas. En cualquier caso, los husitas fanáticos mostraron poca simpatía por los judíos: por ejemplo, la comunidad judía de Chomutov, el 16 de marzo de 1421, tras la conquista de la ciudad por los husitas, prefirió el suicidio colectivo al bautismo forzado.

### Leyendas de asesinatos rituales
La acusación de asesinato ritual, especialmente de niños cristianos, se planteó repetidamente contra judíos y miembros de varias minorías y grupos extranjeros en la Edad Media y la Edad Moderna. Los eventos de 1421 también están asociados con libelos de sangre en varios informes, por ejemplo, en el Fortalitium fidei del franciscano español Alonso de Espina (segunda mitad del siglo XV) y en el Ains Juden buechlins Verlege de Johann Eck (1541). Sin embargo, todos estos informes son secundarios, de hecho, las acusaciones de asesinato ritual pueden no haber jugado ningún papel.

### Profanación de la hostia
En la Edad Media y en la Edad Moderna, la acusación de profanación de la hostia sirvió una y otra vez como justificación y pretexto para la persecución de los judíos. La justificación oficial del ataque, que comenzó en 1420, fue supuestamente una profanación de la hostia cometido en Enns, donde se afirmó que un sacristán robó el sacramento y lo vendió a un judío llamado Israel y su esposa.

## Los acontecimientos de 1420 y 1421

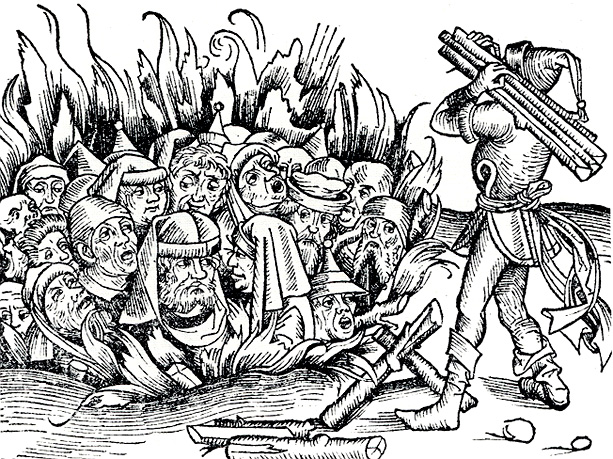
Quema de judíos de la Crónica mundial de Hartmann Schedel (1493)

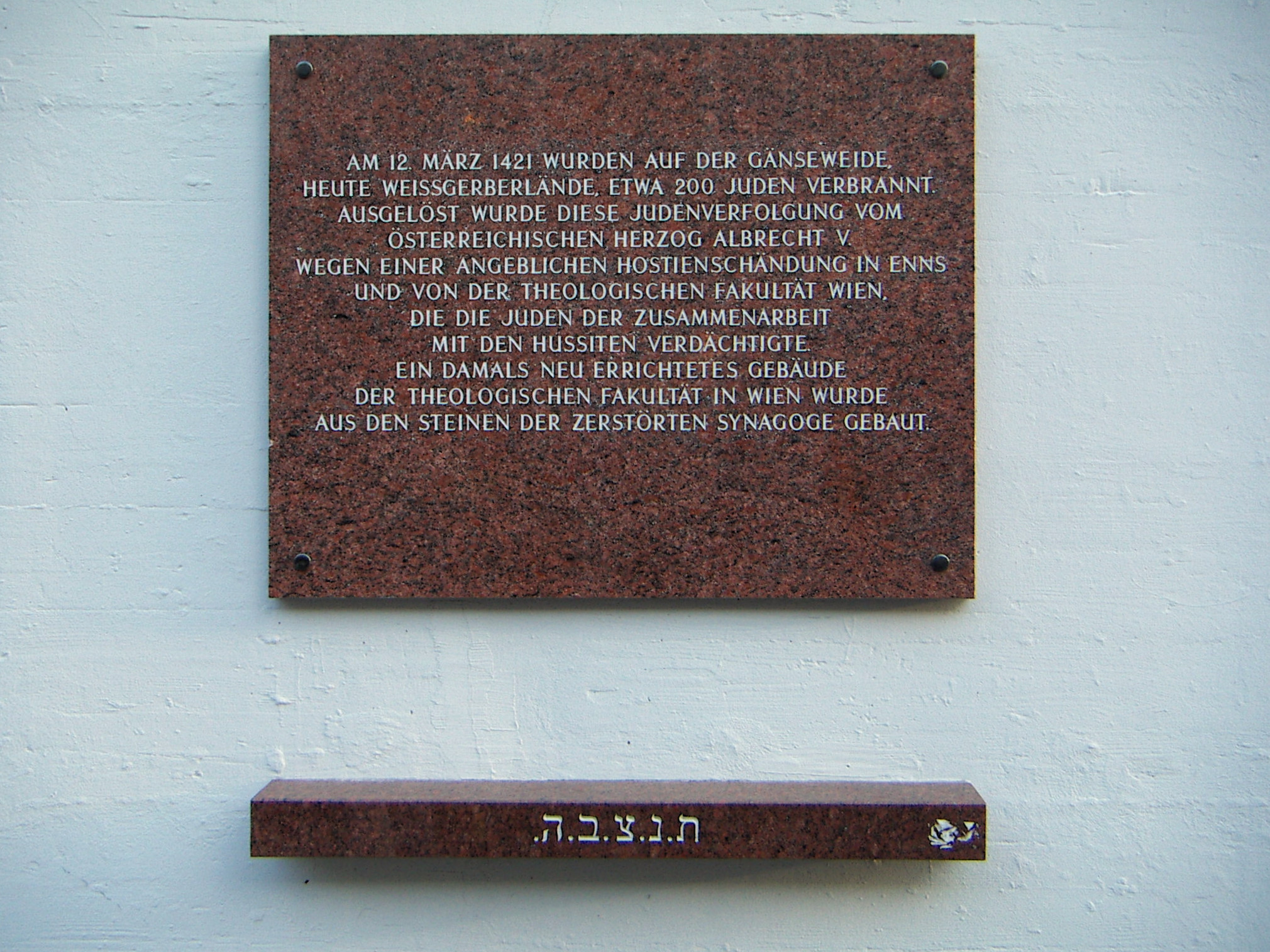
Placa conmemorativa cerca del antiguo lugar de ejecución en Gänseweide (Kegelgasse, n.° 40)

El 23 de mayo de 1420, todos los judíos de Austria (es decir, en todas las ciudades y pueblos principescos) fueron arrestados por orden del duque Alberto. Después de aproximadamente un mes (algunas fuentes dicen que el 21 de junio), los judíos indigentes fueron expulsados del país y llevados por el Danubio en barcos, mientras que los ricos permanecieron en prisión. Hay numerosos informes de malos tratos y torturas, en parte para «persuadir» a los judíos a aceptar el bautismo, en parte también para obtener declaraciones sobre objetos de valor ocultos. Aparentemente, las condiciones carcelarias empeoraban día a día: debido a los abusos, los suicidios y las malas condiciones carcelarias —el invierno de 1420/21 fue particularmente severo— numerosos presos perdieron la vida. Se ordenó el bautismo obligatorio para los niños menores de 15 años. Esta medida condujo a una intervención diplomática del Papa Martín V, que tuvo al menos un éxito parcial: en su bula Licet Iudeorum omnium del 1 de enero de 1421, el Papa decretó que en Austria y Venecia los niños menores de la edad de 12 años no puede ser bautizada contra su voluntad y la de sus padres, bajo pena de excomunión para el sacerdote que los bautiza.
El 12 de marzo de 1421, el duque Alberto emitió un decreto condenando a muerte a los judíos. Además de la «maldad» general de los judíos, la principal justificación que se da es el sacrilegio de Enns: «por el acto que se le hizo al Santísimo Sacramento hace años en Enns [...] el susodicho nuestro bondadoso señor logró juzgar a todo el judaísmo en todas partes de su país hoy con la hoguera». La ejecución de los judíos vieneses restantes, 92 hombres y 120 mujeres, tuvo lugar el mismo día en la Gänseweide en Erdberg (ahora parte del barrio de Weißgerber). Las cenizas de los incinerados fueron luego revisadas en busca de oro y otras joyas.
El 16 de abril de 1421, el sacristán involucrado en la presunta profanación de la hostia de Enns fue quemado, presumiblemente en el mismo lugar que los judíos antes.
Después de que los judíos fueran quemados, asesinados o expulsados, el duque confiscó las propiedades dejadas e hizo demoler la sinagoga. Las piedras de la antigua sinagoga se utilizaron para construir la Universidad de Viena.
Ya en 1931, Viktor Kurrein abordó los antecedentes de la acusación de la llamada profanación de la hostia de Enns, en concreto, su instrumentalización por parte del duque Alberto, en una detallada contribución basada en fuentes.
Un estudio exhaustivo sobre los antecedentes de los hechos en Enns arroja luz sobre por qué se eligió la iglesia de San Lorenzo de Enns como el lugar de la presunta profanación de la hostia. Por un lado, muestra conexiones personales. Por otro, explica cómo el recurso del duque Alberto V al significado histórico de la iglesia de San Lorenzo de Enns debe verse en el contexto de una decisión papal de Martín V. Martín V, en la primavera de 1420, había separado la diócesis de Passau de la agrupación metropolitana de Salzburgo basándose en la (supuesta) historia de la iglesia de San Lorenzo de Enns como sede de un obispado durante la antigüedad tardía.  En noviembre de 1420 la diócesis de Passau celebró el único sínodo diocesano de la Edad Media que fue legalmente independiente de Salzburgo en la iglesia de San Lorenzo de Enns. Todo el clero de renombre de Austria –entre ellos Thomas Ebendorfer– estaba presente en la iglesia de San Lorenzo de Enns y la historia de la profanación de la hostia podía comenzar.

### La Gesera de Viena

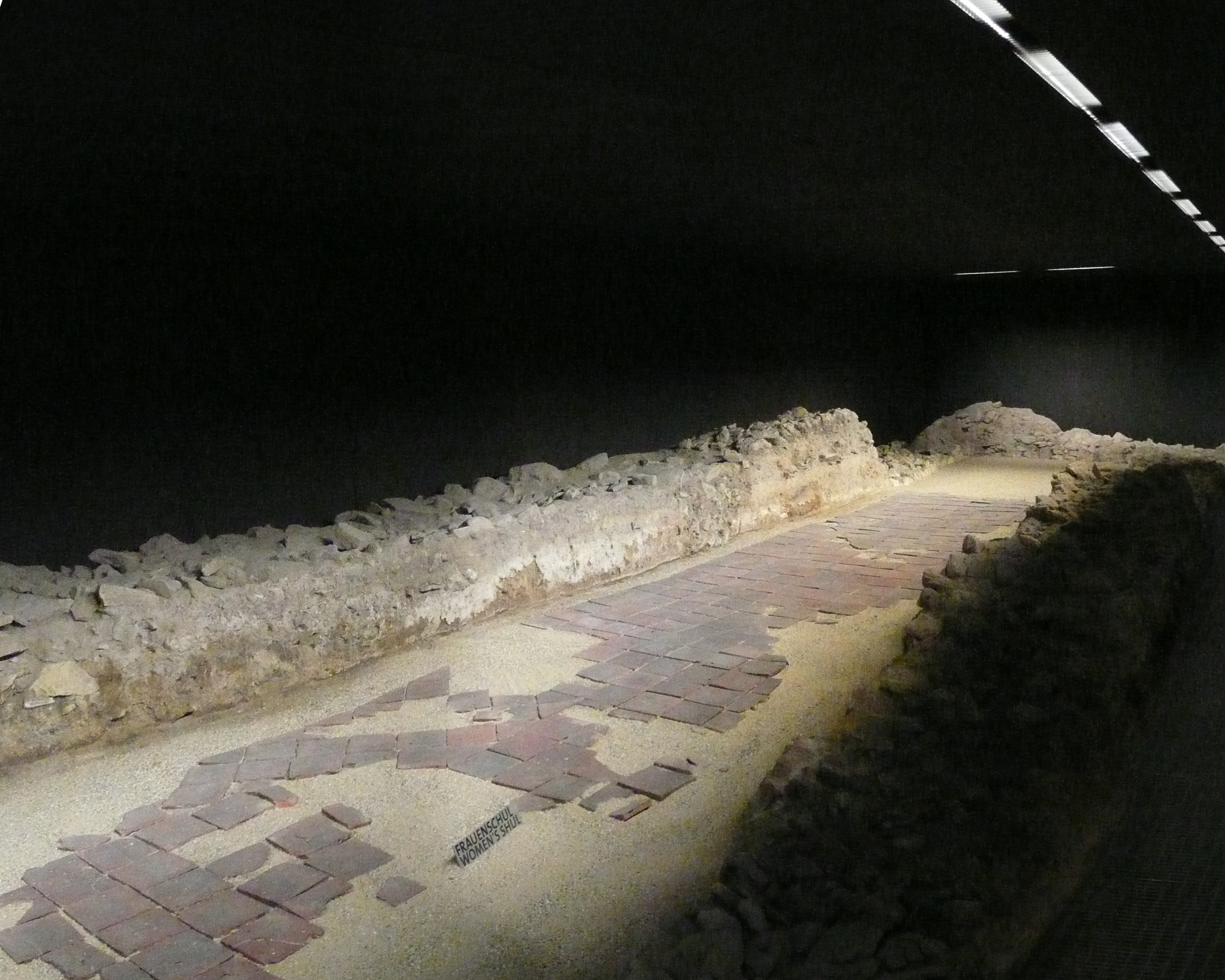
Restos en la Judenplatz de la sinagoga destruida.

## El Jordanhaus en la Judenplatz

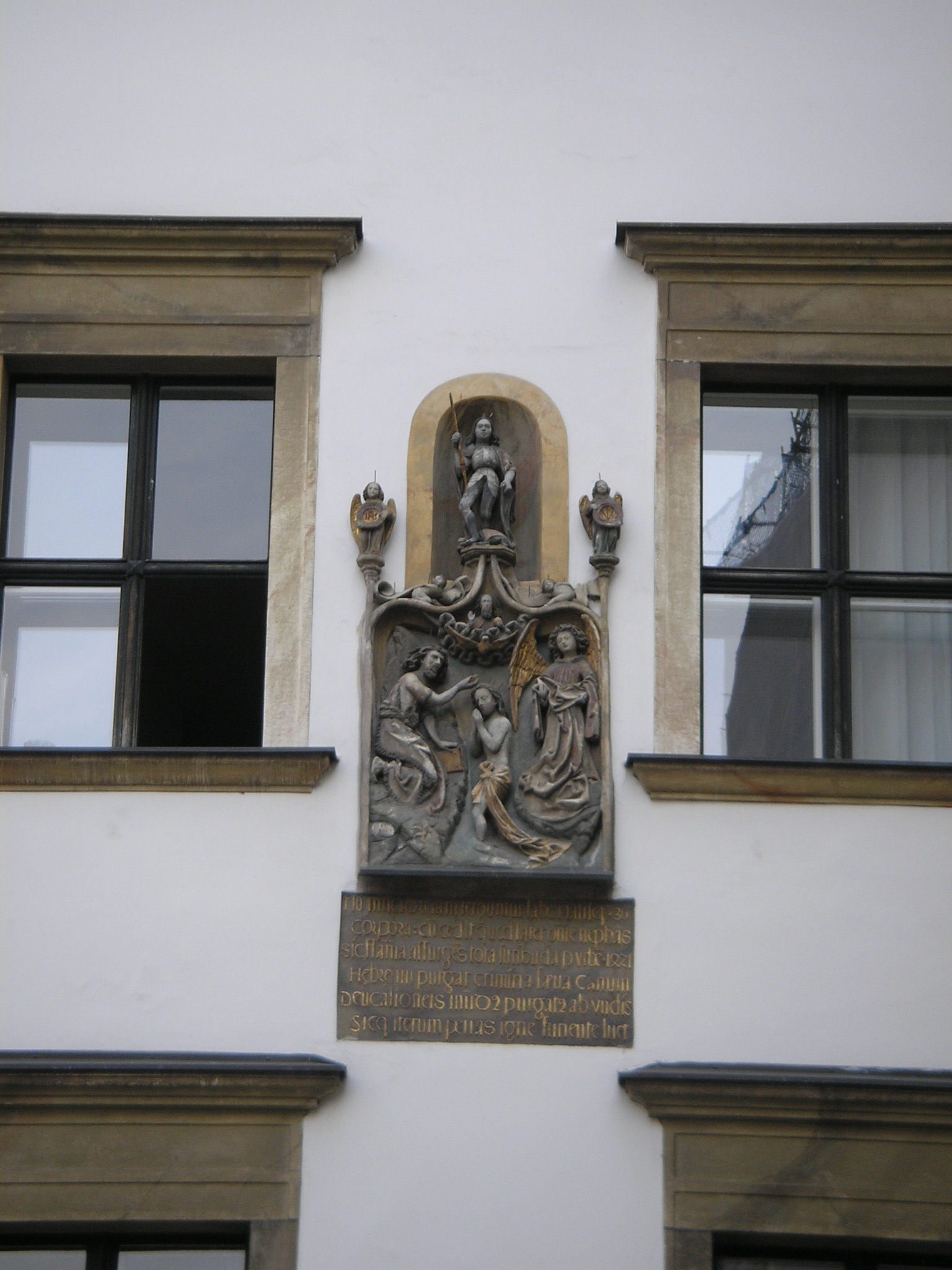
Relieve e inscripción en el Jordanhaus en la Judenplatz de Viena.